# Laguna de Cejas
Laguna de Cejas är en lagun i Chile.   Den ligger i regionen Región de Antofagasta, i den norra delen av landet, 1 200 km norr om huvudstaden Santiago de Chile. Laguna de Cejas ligger 2 342 meter över havet.
Trakten runt Laguna de Cejas är ofruktbar med lite eller ingen växtlighet. Trakten runt Laguna de Cejas är nära nog obefolkad, med mindre än två invånare per kvadratkilometer.